# Floortje Mackaij
Floortje Mackaij (Woerden, 18 de outubro de 1995) é uma ciclista profissional e patinadora neerlandesa que estreou como ciclista profissional no final de 2013.

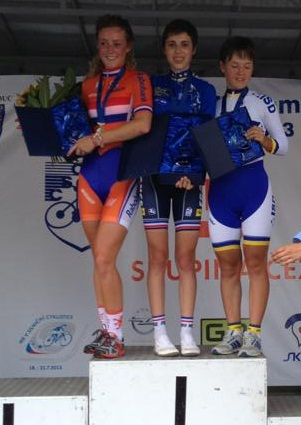
Floortje Mackaij, à esquerda, como segunda do Campeonato Europeu Contrarrelógio juvenil 2013.

## Trajectória desportiva
Compartilhava o ciclismo em estrada com a de patinação de velocidade no gelo até que devido aos seus bons resultados conseguidos em corridas ciclistas amadoras e juvenis nos anos 2012 e 2013 a deu a oportunidade de estreiar como profissional na Team Argos-Shimano, à prova, no final de 2013. A equipa seguiu contando com ela a partir de 2014 ainda que só fez bons postos em corridas amadoras -esse foi o seu último ano na patinagem de velocidade a modo competitivo-.
Em 2015 começou a aparecer nos primeiros postos em algumas corridas profissionais sobretudo na Europa central ganhando a Gante-Wevelgem como o seu melhor resultado; tambẽm foi 2.ª no BeNe Ladies Tour e ganhou a 3.ª etapa do Festival Luxemburguês de Ciclismo Feminino Elsy Jacobs e do Lotto-Belisol Belgium Tour. Isso fez com que fosse uma das líderes da equipa face à temporada 2016 depois de assinar um contrato de 4 anos com a equipa.

## Palmarés
2015
- Gante-Wevelgem
- 1 etapa do Festival Luxemburguês de Ciclismo Feminino Elsy Jacobs
- 1 etapa do Lotto-Belisol Belgium Tour

2017
- 3ª no Campeonato dos Países Baixos em Estrada

2018
- Omloop van de Westhoek

## Resultados em Grandes Voltas e Campeonatos do Mundo
Durante a sua carreira desportiva tem conseguido os seguintes postos nas Grandes Voltas femininas e nos Campeonatos do Mundo em estrada:
| Corrida            | 2013 | 2014 | 2015 | 2016 | 2017 |
| ------------------ | ---- | ---- | ---- | ---- | ---- |
| Giro de Itália     | -    | -    | 52.ª | -    | 40.ª |
| Tour de l'Aude     | X    | X    | X    | X    | X    |
| Grande Boucle      | X    | X    | X    | X    | X    |
| Mundial em Estrada | -    | -    | -    | -    | -    |

-: não participa

Ab.: abandono

X: edições não celebradas

## Equipas
- Argos/Giant/Liv/Sunweb (2013[6]-)
  - Team Argos-Shimano (2013)[6]
  - Team Giant-Shimano (2014)
  - Team Liv-Plantur (2015-2016)
  - Team Sunweb (2017-)